# تیم آلفا میل

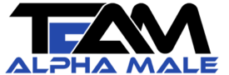
نماد باشگاه هنرهای رزمی تیم آلفا میل

تیم آلفا میل (انگلیسی: Team Alpha Male) یک باشگاه ورزشی هنرهای رزمی مستقر در شهر ساکرامنتو، کالیفرنیا، ایالات متحده آمریکا است، که در سال ۲۰۰۴ توسط اوریا فابر تأسیس شد. تیم آلفا میل یکی از مدارس پیشگام در رشته هنرهای رزمی ترکیبی در بین رده‌های وزن پایین است. تی.جی. دیلاشاو، کودی گاربرانت و دیوسون فیگویرو، از آموزش دیده‌های مدارس هنرهای رزمی این باشگاه می‌باشند.